# بلا دليل (مسلسل)
بلا دليل مسلسل درامي مصري من إنتاج سنة 2019. المسلسل من إخراج منال الصيفي، وتأليف إنجي علاء، ومن بطولة درة، وخالد سليم، ونيكولا معوض، وجمال عبد الناصر.

## القصة
عازفة القيثار (حبيبة) تجد نفسها في موقف لا تحسد عليه بعدما تخبرها ابنتها (هنا) بأنها شهدت على جريمة قتل (تيمور الهواري) والتي ارتكبها زوجها (عمر) فتسعى (حبيبة) لمعرفة الحقيقة.

## طاقم التمثيل
- درة
- خالد سليم
- نيكولا معوض
- جمال عبد الناصر
- حازم سمير
- أشرف زكي
- عمر الشناوي
- إسلام جمال
- مها نصار
- ديانا هشام
- محمد لطفي شاهين
- محمد أحمد ماهر
- أحمد كرارة
- إنعام الجريتلي
- هاجر الشرنوبي
- شادي جميل
- عبير منير
- نيرة عارف
- شيرين عرفة
- أحمد عبد الله محمود
- حبيبة الخميسي
- نهال الرملي
- سمر علام
- محمد طلبة
- إيهاب ناصر
- مروة جمال
- مصطفى داغر
- مريم أشرف
- ريماس يونس
- يوسف أشرف مصيلحي
- سيف الدين محمد
- نورين أشرف
- ليلى عدنان
- زينة هاشم
- تسنيم هاني
- فراس سعيد
- أشرف مصيلحي
- صلاح الحسيني
- طلعت الشريف
- شريف عواد
- محمد شيرين
- لبنى عزت
- بوسي الشامي
- عمرو أسامة
- محمد مكاوي
- نائل مجدي
- هشام الشويحي
- محمد فرج
- عمرو عثمان
- إسلام حسن
- أحمد أيمن
- زينب طه
- سامر المنياوي
- رضوى العبادي
- أحمد شاهين
- أحمد شيحة
- مصطفى سلامة
- سلمى الديب
- محمود المصري
- نيفين وحيد
- ليلى صدقي
- آية سليمان
- أيمن هلال
- وليد أبو زيد
- سالي بدر
- عهد عبد المنعم
- نهى الليثي
- أيمن مرجان
- محمد النويصري